# Frontière entre l'Inde et le Pakistan
La frontière terrestre entre l'Inde et le Pakistan sépare les territoires de la république de l'Inde de ceux de la république islamique du Pakistan. Elle mesure 2 912 km. Les rapports entre les deux pays sont très tendus et les passages sont strictement limités. La principale source de discorde entre les deux pays concerne le Cachemire : dans cette région, il n'a pas été trouvé de consensus sur le tracé de la frontière.

## Historique
Le tracé de frontière a été établi lors de la partition des Indes entre les dominions de l'Inde (ou « Union indienne ») et du Pakistan, par une commission frontalière présidée par Sir Cyril Radcliffe (assisté de deux hindous et de deux musulmans), cette ligne de démarcation porte également le nom de Ligne Radcliffe.
Jusqu'en 1971, il y avait deux frontières, celle actuelle avec le Pakistan occidental et une avec le Pakistan oriental qui a pris son indépendance cette année-là sous le nom de Bangladesh. 

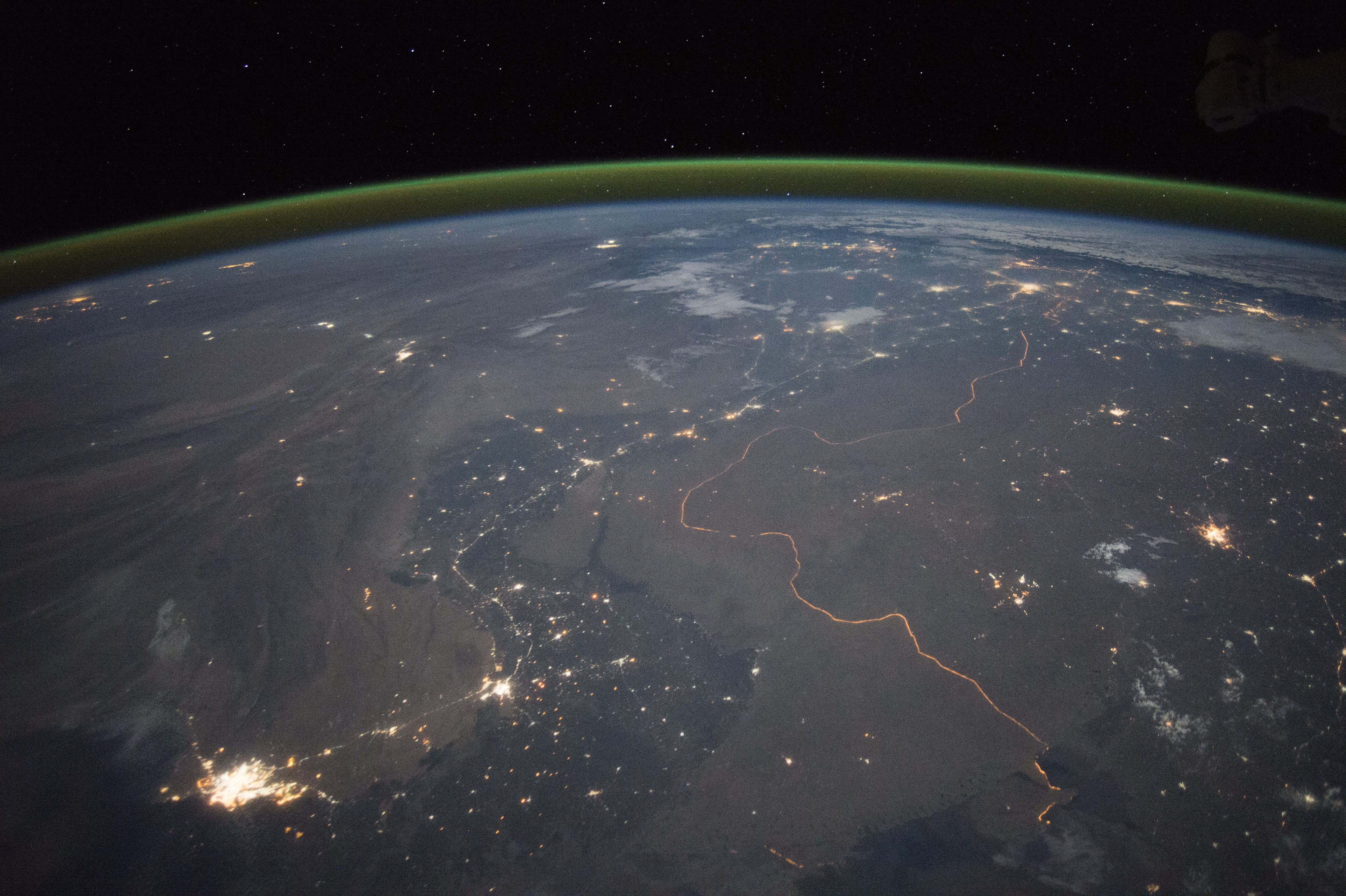
Panorama nocturne depuis l'espace montrant l'étendue de la frontière depuis la mer d'Oman jusqu'aux contreforts de l'Himalaya.

Depuis l'installation par les Indiens de projecteurs braqués sur le territoire pakistanais tout au long de la frontière, ceci afin d'en faciliter la surveillance pour empêcher « l’introduction clandestine d’armes, de munitions et de combattants », celle-ci est l'une des seules frontières visibles de nuit depuis l'espace (avec la Zone coréenne démilitarisée qui sépare les deux pays et la frontière entre l'Afrique du Sud et le Zimbabwe).

## Le Cachemire

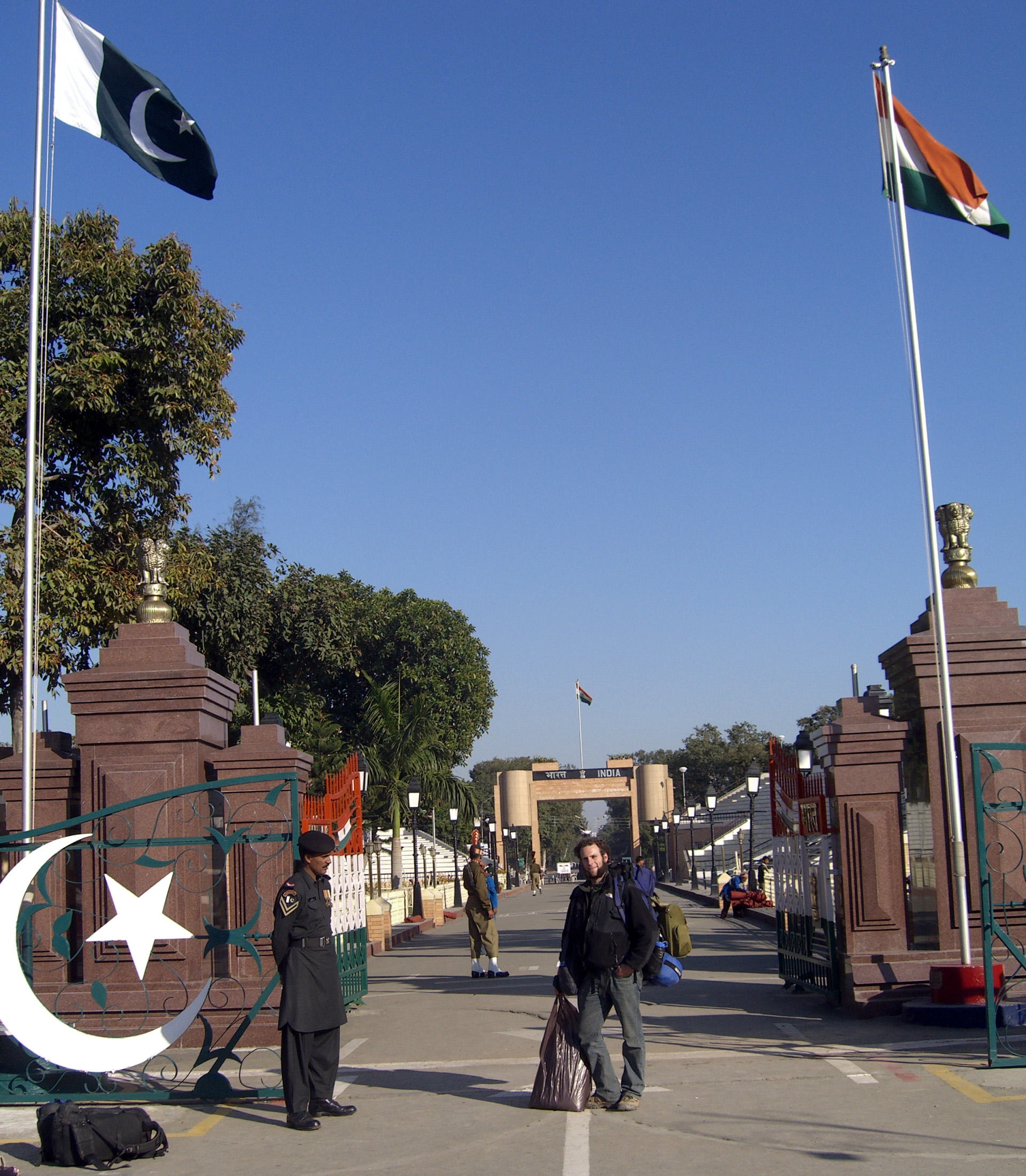
Un touriste posant devant le point de passage de Wagah, côté pakistanais.

Le tracé de la frontière est largement contesté dans la région du Cachemire, l'Inde revendiquant la souveraineté sur les provinces d'Azad Cachemire et des Territoires du Nord, actuellement sous contrôle pakistanais. Le Pakistan se considère souverain sur la zone du glacier de Siachen mais l'Inde en a conservé le contrôle lors du conflit de Kargil en 1999.
 
La région ne possède donc aucune frontière au sens international mais une ligne de cessez-le-feu, la ligne de contrôle, issue de l'arrêt des hostilités après la Première Guerre indo-pakistanaise en 1949. Cette ligne de contrôle est matérialisée sur la quasi-totalité de son tracé par un double rang de barbelés de 2 à 4 mètres de hauteur entourant un terrain miné. Les accrochages entre les deux armées y sont réguliers. La construction en 2003 de cette barrière infranchissable a eu pour conséquence l'impossibilité de la migration et ainsi la disparition du cerf du Cachemire, du Markhor et d'autres espèces de la partie pakistanaise du Cachemire où elles étaient autrefois très présentes.

## Reste de la frontière
Le reste de la frontière, dite International Border, est fortement démarqué. Il n'existe qu'un unique poste-frontière terrestre en activité entre les deux pays, à Wagah-Attari (en) au Pendjab. Point de passage routier et ferroviaire, il était emprunté par la ligne du Samjhauta Express, reliant Lahore, au Pakistan, à Delhi, en Inde. En 2019, un peu moins de 200 personnes y traversaient la frontière quotidiennement.
S'ajoute également depuis 2019 le cas particulier du poste-frontière du corridor de Kartarpur, un lieu saint du sikhisme situé dans le Pendjab pakistanais, à 4,7 kilomètres de la ligne de démarcation,. Le corridor de Kartarpur est en effet aménagé uniquement pour le passage de pèlerins et de visiteurs de nationalité indienne ou titulaires d'une carte d'identité OCI (Overseas Citizenship of India), et ne permet qu'un déplacement strictement limité au sanctuaire de Kartarpur.
Zero Point est la gare frontière entre les deux pays pour la ligne empruntée par le Thar Express reliant Karachi, au Pakistan, à Jodhpur, en Inde. Situé entre les localités de Munabao (Rajasthan) en Inde et Khokharpar (Sind) au Pakistan, le poste-frontière de Zero Point était le second point de passage en fonction entre les deux pays. La complication des relations diplomatiques entre les deux pays depuis 2019 a rendu celui-ci ineffectif.
Le désert du Thar, appelé désert du Cholistan dans sa partie pakistanaise, est traversé par la frontière.

## Régions frontalières

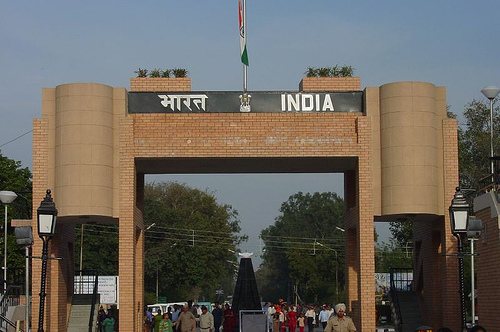
« Porte de l'Inde » au point de passage de Wagah, face au Pakistan.

- Inde :
  - Gujarat
  - Jammu-et-Cachemire
  - Ladakh
  - Pendjab
  - Rajasthan

- Pakistan :
  - Azad Cachemire
  - Gilgit-Baltistan
  - Pendjab
  - Sind